# گئورگی چاکاروف
گئورگی چاکاروف (بلغاری: Георги Чакъров؛ زادهٔ ۱۳ ژانویهٔ ۱۹۸۹) بازیکن فوتبال اهل بلغارستان است.
از باشگاه‌هایی که در آن بازی کرده است می‌توان به باشگاه فوتبال لفسکی صوفیه اشاره کرد.